# Последний рейд
«Последний рейд» (англ.  The Missing) — остросюжетный вестерн режиссёра Рона Ховарда по одноимённому роману Томаса Эйдсона. Мировая премьера состоялась 26 ноября 2003 года.

## Сюжет
Дикий Запад, конец XIX века. На одном из ранчо в Нью-Мексико, живёт Мэгги Гелкесон с дочерьми Дот и Лилли и работает целительницей. У неё романтические отношения с соседом Брейком Болдуином, который помогает ей по хозяйству. Однажды, после долгих лет, снова появляется её отец Сэмюэл Джонс, который оставил свою семью, когда Мэгги была ребенком, и отправился жить к индейцам. Он надеется помириться со своей взрослой дочерью, но она не может простить его за то, что он бросил семью, и выгоняет его из дома.
Позже, банда дезертировавших разведчиков-апачей устраивает засаду на Брейка, которого Дот и Лилли сопровождают на работу. Брейк и его помощник жестоко убиты,   Лилли похищают для продажи в рабство, в какой-нибудь мексиканский бордель. Дот чудом удаётся спрятаться, а позже рассказывает матери о трагедии. Когда местный шериф Перди узнает от Мэгги о том, что произошло, он отказывается преследовать индейцев. Поэтому, Мэгги отправляется в погоню вместе с Дот и своим отцом, чью помощь она должна теперь принять. 
Во время долгой поездки, отец и дочь постепенно снова сближаются. Но, они сталкиваются с очень могущественным врагом — колдуном Эль-Брухо и его бандой. Положение меняется, когда «Эль-Брухо» Пеш-Чайдин и дюжина его последователей врываются в город, совершают ритуальные убийства среди поселенцев и забирают их дочерей. Старшая дочь Мэгги — Лилли, вместе с другими похищенными девушками, постоянно ищет способ сбежать, но главаря Эль-Брухо — не провести.
Гелкесоны устраивают засаду в одном из ущельев, чтобы освободить девушек, но их план проваливается, и несколько преступников преследуют их в горах. Двое чирикауа — сын и отец — помогают троице отчаившихся родственников оторваться от погони. После нескольких попыток, и с помощью примкнувших к ним союзников по несчастью — банда похитила невесту молодого индейца Онеско, Мэгги с отцом всё-таки с трудом удаётся освободить девушек. Ценой жизни отца-чирикауа Кэйиты, они уничтожают некоторых апачей, но их преследуют остатки банды, во главе с Эль-Брухо. Однако, им удаётся укрыться на высоком скалистом плато.
Ночью происходит стычка между освободителями и их преследователями. В жестоком поединке Сэмюэль смертельно ранен, но убивает Эль-Брухо. Его смерть приводит к поражению банды — оставшиеся в живых добровольно отступают. После окончательной и столь долгожданной победы над преступниками, Мэгги разыскивает у подножия плато своего отца, прощает его перед тем, как он умирает, и привозит домой его тело, своих дочерей, Онеско, раненного в бою, и других спасённых девушек.

## В ролях
- Томми Ли Джонс — Сэмюэл Джонс / Чаа-дуу-ба-итс-иидан
- Кейт Бланшетт — Магдалена «Мэгги» Гелкесон
- Эван Рэйчел Вуд — Лилли Гелкесон
- Дженна Бойд — Дот Гелкесон
- Аарон Экхарт — Брейк Болдуин
- Вэл Килмер — лейтенант Джим Дюшарм
- Серхио Кальдерон — Эмилиано
- Эрик Швейг — Пеш-Чайдин / Эль-Брухо
- Элизабет Мосс — Энн
- Стив Ривис — Два Камня
- Джей Таваре — Кэйита
- Саймон Р. Бейкер — Онеско
- Дерил Дж. Лухан — Наажаао
- Дэвид Мидтандер — Счастливый Джим
- Клинт Ховард — шериф Перди
- Рэй Маккиннон — Рассел Дж. Уиттик
- Макс Перлик — Айзек Эджерли